# Ксилофон
Ксилофон (од ξύλον - дрво и φωνή - звук, глас) је музички инструмент који припада групи удараљки са одређеном висином тона, а води порекло из југоисточне Азије. Савремени ксилофон је на изглед врло сличан вибрафону, само што су му плочице дрвене, а резонантне цеви отворене на оба краја и, наравно, без покретних поклопаца. Оне дају пунију звучност плочицама, чији је тон због природе материјала, сасвим кратак и сув, али и светао, продоран и оштар, тим више што се удар врши, по правилу, такође дрвеним палицама. Уобичајен распон је од с¹ до с4, али постоје и неке регистарске варијанте (тенор-, бас-) са нижим захватом.
Старији типови ксилофона су без резонатора. Плочице се постављају на дрвене летве, обложене гумом или филцом, или чак на сламну подлогу. Поредак им је специфичан: у четири вертикалне колоне, хроматски испреплетане, али може бити и сличан клавијатури.
Извођачка техника је, као и код вибрафона, усавршена до виртуозности, да се инструмент користи и солистички, у ефектним, иако уметнички мало вредним композицијама. У оркестру ксилофон даје сјај и продорност горњој ивици звучне масе у фортисиму, али му се поверавају и посебни, карактеристични мотиви. Врло је уобичајена примена ксилофона у дочаравању далекоисточног колорита, пошто је његово порекло у фолклору Индонезије, одакле је већ у 16. веку пренет у Европу. Ту се, у примитивном облику, са свега неколико плочица, одомаћио као нека врста фолклорног инструмента у неким словенским и немачким крајевима (Тирол), али је у ширу примену ушао у 19. веку.
Примитивни фолклорни инструменти са дрвеним плочицама налазе се у неким областима Африке и средње и јужне Америке. Има их и са резонаторима, од рогова или шупљих тикава, па је таква грађа - са дрвеним, потом и металним резонаторима - карактеристична и за маримбу, латиноамерички фолклорни и забавно-музички инструмент. Он се назива и мараимбафон и ксилоримба, и практично се не разликује од савременог ксилофона са резонантним цевима.
Термин ксилофон се може користити уопштено, да укључи све такве инструменте као што су маримба, балафон, па чак и семантрон. Међутим, у оркестру се термин ксилофон специфично односи на хроматски инструмент нешто већег тонског опсега и сувљег тона од маримбе, и ова два инструмента не треба мешати. Особа која свира ксилофон је позната као ксилофониста или једноставно свирач ксилофона.

## Историја
Инструмент има нејасно древно порекло. Нетл је предложио да потиче из југоисточне Азије и да је доспео у Африку око 500. године нове ере, када је група народа који говоре малајско-полинезијским језиком мигрирала у Африку, и упоредила источноафричке ксилофонске оркестре и јаванске и балијске гамелан оркестре.‍:18–19, 100 Ово је недавно оспорио етномузиколог и лингвиста Роџер Бленч који поставља независно порекло ксилофона у Африци, наводећи, међу доказима за локални проналазак, различите карактеристике афричких ксилофона и већу разноликост типова ксилофона и инструмената сличних протоксилофону у Африци.

### Азијски ксилофон
Најранији доказ о правом ксилофону потиче из 9. века у југоисточној Азији, док Бечка симфонијска библиотека каже да је сличан висећи дрвени инструмент, врста хармоника, постојао 2000. године пре нове ере на подручју које је данас део Кине. Ранат сличан ксилофону коришћен је у хиндуистичким регионима (кашта таранг). У Индонезији, неколико региона има свој тип ксилофона. У Северној Суматри, Тоба Батак народ користи дрвене ксилофоне познате као гарантунг. Јава и Бали користе ксилофоне (који се називају гамбанг, риндик и тингклик) у гамеланским ансамблима. Они и даље имају традиционални значај у Малезији, Меланезији, Индонезији, Тајланду, Мјанмару и регионима Америке. У Мјанмару, ксилофон је познат као патала и обично је направљен од бамбуса.

### Афрички ксилофон
Термин маримба се такође примењује на разне традиционалне народне инструменте као што је балафон западне Африке. Рани облици су били изграђени од шипки на врху тиквице. Дрво се термички обрађује око ватре пре него што се обликује кључ да би се постигао жељени тон. Резонатор се подешава на кључ пажљивим одабиром величине резонатора, подешавањем пречника отвора резонатора помоћу осиног воска и подешавањем висине кључа изнад резонатора. Вешт занатлија може произвести запањујуће појачање. Маљеви за свирање дибинде и мбила имају главе направљене од природне гуме узете од дивље биљке пузавице. „Интерлокинг“ или наизменични ритам је карактеристулаб у источноафричкој ксилофонској музици, као што је она Маконде димбиле, Јао манголонгондо или Ширима мангвило у којој на опачера, почетног позивача, одговара други свирач, вакулела. Ово обично удвостручује већ брзи ритмички пулс који такође може постојати заједно са контра-ритмом.

#### Мбила
Мбила (множина „тимбила“) је повезана са чопијским народом из провинције Инхамбане, у јужном Мозамбику. Не треба га мешати са мбиром. Сматра се да је стил музике на њему најсофистициранији метод компоновања који се до сада налазио међу преписменим народима. Мозамбичка хептатонска мбила са резонираћом тиквицом, једнаког односа, обично се свира у великим ансамблима у кореографском плесу, који можда представља историјску драму. Ансамбли се састоје од десетак ксилофона у три или четири величине. Пун оркестар би имао два бас инструмента која се зову гулу са три или четири дрвена кључа која се свирају стојећи помоћу тешких маљева са чврстим гуменим главама, три тенор дибинде, са десет тастера и свирају се седећи, и саму мбилу, која има до деветнаест тастера, од којих се може истовремено свирати до осам. Гулу користи тиквице, а мбила и дибинда масала љуске јабуке као резонаторе. Они прате плес дугим композицијама званим нгоми или мгодо, и састоје се од око 10 музичких дела груписаних у 4 одвојена става, са увертиром, у различитим темпом и стиловима. Вођа ансамбла служи као песник, композитор, диригент и извођач, стварајући текст, импровизујући мелодију делимично засновану на карактеристикама чопијског тонског језика и компонујући другу контрапунктну линију. Музичари ансамбла делимично импровизују своје делове. Композитор се затим консултује са кореографом церемоније и врше се прилагођавања. Најдужи и најважнији од њих је „Мзено“ који ће укључивати песму која говори о проблему од локалног значаја или чак исмејава истакнуту личност у заједници. Извођачи су Едуардо Дурао и Венансио Мбанде.